# The Underground Youth
The Underground Youth (с англ. — «подпольная молодежь») — британская рок-группа из Манчестера. Группа основана в 2008 году Крейгом Дайером. Стиль The Underground Youth являет собой смесь психоделического рока, пост-панка и шугейза с собственными мистическими нотами. Лидер коллектива вдохновлялся такими группами как The Velvet Underground, The Brian Jonestown Massacre и The Jesus and mary Chain.
Дебютный альбом «Morally Barren» вышел в 2009 году.

## История группы
The Underground Youth основана Крейгом Дайером в Манчестере, Великобритания в 2008 году. Постоянного состава кроме самого Крейга не было, но со временем к нему присоединилась Ольга, которая впоследствии стала его женой. Постоянно устраивают туры по всей Европе. По состоянию на 2016 год проживают в Берлине.

## Альбомы
- Morally Barren (2009)
- Voltage (2009)
- Mademoiselle (2010)
- Sadovaya (2010)
- Delirium (2011)
- Low Slow Needle (2011)
- The Perfect Enemy For God (2013)
- Beautiful & Damned (2014)
- A Lo-fi Cinematic Landscape (2015)
- Haunted (2015)
- What Kind of Dystopian Hellhole Is This? (2017)
- Montage Images Of Lust & Fear (2019)
- The Falling (2021)